# Canon EOS 800D
A Canon EOS 800D, conhecida nas Américas, como a EOS Rebel T7i e no Japão como a EOS Kiss X9i, é uma câmera reflex monobjetiva digital lançada pela Canon em 14 de fevereiro de 2017. Ela substitui a câmera Canon EOS 750D. A câmera pode ser comprada com as configurações de somente corpo, kit com a objetiva EF-S 18-55mm IS STM ou com a EF-S 18-135mm IS USM .
A câmera é destinada a fotógrafos amadores.

## Principais características
Comparado com o EOS 750D/Rebelde T6i, várias modificações foram feitas, incluindo:
- Nova de 24,2megapixels sensor CMOS com Dupla Pixel CMOS AF, em vez de Híbrido CMOS AF III.
- 45 do tipo cruzado de pontos de AF, em comparação com 19.
- DIGIC 7, padrão ISO 100-25600, H:51200 (DIGIC 6, ISO 100-12800, H:25600 no 760D)
- Alta velocidade de Disparo Contínuo de até 6.0 fps
- Built-in Bluetooth.
- 1080p a 60/50 fps capacidade de gravação de vídeo
- Filme Eletrônica IS
- HDR e capacidade de gravação de Time-lapse
- 15 Funções Personalizadas com 44 definições configuráveis com a câmara
- Por padrão, o 800D usa a interface Canon de usuário, mas se desejar, existe a opção de alterar a interface gráfica para uma mais amigável também encontrada no modelo 77D.
- Compatível com o controle Bluetooth BR-E1